# Maker Mwangu
 (décembre 2020).
Si vous disposez d'ouvrages ou d'articles de référence ou si vous connaissez des sites web de qualité traitant du thème abordé ici, merci de compléter l'article en donnant les références utiles à sa vérifiabilité et en les liant à la section « Notes et références ».
Maker Mwangu Famba est un homme politique de la république démocratique du Congo. Il est ministre de l’Enseignement primaire, secondaire et professionnel de 2007 à 2016.

## Biographie
Maker Mwangu est élu en 2006 député national de la circonscription de Tshikapa dans la province du Kasaï dont il est originaire, et réélu dans la même circonscription en 2011. Il est aussi vice-gouverneur de la province du Kasaï-Occidental et ensuite secrétaire général adjoint du Parti du peuple pour la reconstruction et la démocratie (PPRD) en remplacement de Philémon Mukendi.
Le 5 février 2007, il est nommé ministre de l'Enseignement primaire, secondaire et professionnel dans le gouvernement Gizenga I. Il est reconduit à ce poste dans tous les gouvernements successifs jusqu'au gouvernement Badibanga, où il est remplacé par Gaston Musemena. La passation de pouvoir se déroule le 23 décembre 2016.